# 1604 en France
Chronologie de la France
- 1600
- 1601
- 1602
- 1603
- 1604
- 1605
- 1606
- 1607
- 1608

## Événements
- 2 janvier : ouverture du collège jésuite de La Flèche[1].
- 13 janvier : attentat manqué contre Pierre Coton, prédicateur du roi[2].

- 8 février : le roi de France interdit tout commerce avec l’Espagne[3].

- 11 mars : Hugues Cosnier reçoit par lettres patentes l’adjudication pour la réalisation du canal de Briare (fin en 1612)[4].
- 8 avril-18 mai : le Poitevin Daniel de La Touche de La Ravardière explore les bouches de l'Amazone, la côte du Maranhão et la Guyane[5].
- 24 avril : affaire L’Hoste. Nicolas L’Hoste, le commis du secrétaire d’État Villeroy, convaincu d’espionnage avec l’ambassadeur d’Espagne Balthasar de Zúñiga, se noie dans la Marne et tentant de fuir[6].

- 15 mai : la perception des aides est regroupée en un seul bail adjugé pour dix ans au financier Jean de Moisset[7].
- 20 mai : traité renouvelant les capitulations accordées par l’empire ottoman à la France sous François Ier, négocié par François Savary de Brèves[8]. La France exerce son protectorat sur les Européens qui voyagent dans l’empire (sauf Vénitiens et Anglais).

- 1er juin : création de la première compagnie française des Indes orientales (1604-1615)[9].

- 22 juin : arrestation de Thomas Morgan, catholique anglais exilé et agent espagnol en France[10]. La conspiration des d’Entragues avec le comte d’Auvergne, Bouillon, les protestants allemands, le roi d’Espagne et le duc de Savoie, est éventée (lettre du roi à Sully)[11].
- 24 juin : le royannais Pierre Dugua de Mons fonde une colonie française en Acadie, sur l'Île Sainte-Croix[12].

- 2 juillet : François d’Entragues rend la promesse de mariage du roi avec sa fille[11].
- 23 juillet : la commission du commerce approuve la création d’une manufacture royale de tapis, qui est établie peu après par le roi dans les galeries du Louvre, à l’origine de la manufacture de la Savonnerie[13] (transférée à Chaillot en 1631).

- 17 août : sur avis de la commission de vérification des rentes, un arrêt du Conseil du roi stipule que tous les arrérages impayés ne seront pas versés ; seuls seront exigibles les termes qui viendront à échéance à partir du 1er janvier 1605. Les rentes sont vérifiées et les taux d’intérêts revus à la baisse[14]. Les rentiers protestent contre la révision générale de la dette publique et font intervenir le prévôt des marchands de Paris François Miron (avril 1605).

- 20 septembre : adjudication à Jean de Moisset du bail des gabelles ; le taux de la gabelle est relevé en 1604[7].
- 23 septembre : adjudication à Charles du Han du bail des Cinq Grosses Fermes[15].

- 12 octobre : traité de commerce entre l’Espagne et la France mettant fin à la guerre des tarifs[3].
- 15 octobre : Mme Acarie et le cardinal de Bérulle font venir à Paris des carmélites espagnoles réformées[16].

- 9 novembre : après un nouveau complot avec l’Espagne, arrestation du comte d’Auvergne à Clermont-Ferrand, embastillé le 20 novembre, puis de d’Entragues[10] (11 décembre[17]).

- 12 décembre : édit de la Paulette[18]. Les charges publiques deviennent héréditaires sous réserve d'un paiement. En échange d’une taxe royale annuelle, affermée à un certain Paulet, les officiers de justice peuvent transformer leur charge en élément du patrimoine, négociable et transmissible. Elle rapporte un million de livres par an à l’État
- Décembre : le roi impose Nicolas Brulart de Sillery comme garde des Sceaux au chancelier Pomponne de Bellièvre[18].

## Décès en 1604
- 13 février : Catherine de Bourbon , sœur du roi (° 7 février 1559).